# Сельское поселение Лямина
Се́льское поселе́ние Лямина — муниципальное образование в Сургутском районе Ханты-Мансийского автономного округа Российской Федерации.
Административный центр — деревня Лямина.

## История
Статус и границы сельского поселения установлены Законом Ханты-Мансийского автономного округа — Югры от 25 ноября 2004 года № 63-оз «О статусе и границах муниципальных образований Ханты-Мансийского автономного округа — Югры»

## Население
| 2010 | 2012 | 2013 | 2014  | 2015 | 2016 | 2017 |
| ---- | ---- | ---- | ----- | ---- | ---- | ---- |
| 851  | ↘808 | ↘752 | ↘742  | ↘733 | ↘709 | ↗713 |
| 2018 | 2019 | 2020 | 2021  |      |      |      |
| ↘702 | ↘688 | ↘661 | ↗1102 |      |      |      |

## Состав сельского поселения
| № | Населённый пункт | Тип населённого пункта          | Население |
| - | ---------------- | ------------------------------- | --------- |
| 1 | Лямина           | деревня, административный центр | #Н/Д      |
| 2 | Песчаный         | посёлок                         | 102       |